# Michel de Guillenchmidt
 (mai 2021).
Michel de Guillenchmidt, né en 1941, est un ancien haut fonctionnaire et élu français, d'origine russe. Il est maintenant avocat au Barreau de Paris. Professeur des universités, il enseigne le droit constitutionnel à l'université Paris V. Il est marié à Jacqueline de Guillenchmidt, ancienne membre du Conseil constitutionnel français.

## Formation
- Institut d'études politiques de Paris (1961)[1]
- École nationale d'administration (ENA) - promotion Marcel Proust

## Carrière
- Auditeur au Conseil d'État (1967-1974)
- Conseiller municipal et adjoint au maire de Blois (1971-1983)
- Conseiller général de Loir-et-Cher (1973-1976)
- Chargé de mission du Ministre du Travail (1974-1975)
- Maître des requêtes (1974) au Conseil d'État
- Directeur de cabinet du ministre du travail (1976)
- Directeur adjoint du cabinet du ministre de l'économie et des finances (1976-1977)
- Directeur de cabinet du ministre de l'industrie (1978-1979)
- Avocat au Barreau de Paris - cabinet Gide Loyrette Nouel (1979-1983)
- Commissaire du gouvernement près la section du contentieux du Conseil d'État (1983-1990)
- Directeur de cabinet du ministre de la recherche et de l'enseignement supérieur (1987-1988)
- Conseiller d'État (1989-1990)
- Avocat au Barreau de Paris (1990- ), cabinet Racine (2007- 2008)
- Professeur des universités (1988- )
- Doyen de la faculté de droit de l'université Paris V-René Descartes (2003-06)

## Décorations
- Chevalier de la Légion d'honneur depuis le 24 juin 1997, promu officier le 12 avril 2009[2]
- Officier de l'ordre national du Mérite
- Médaille de la jeunesse, des sports et de l'engagement associatif, argent

## Publications
- Dénationaliser (1983)
- Guide Pratique des Élections
- Droit constitutionnel et institutions politiques (2000 et 2005)